# جيمي هاسلام
جيمي هاسلام (بالإنجليزية: Jimmy Haslam)‏ هو شخصية أعمال ورائد أعمال أمريكي، ولد في 9 مارس 1954 في نوكسفيل في الولايات المتحدة.